# تپه شرف
تپه شرف مربوط به مس وسنگ - مفرغ- دوره اشکانیان است و در شهرستان کرمانشاه، بخش ماهیدشت، دهستان چغانرگس، ۲ کیلومتری جنوب غرب روستای شرف واقع شده و این اثر در تاریخ ۷ اسفند ۱۳۸۶ با شمارهٔ ثبت ۲۱۷۲۸ به‌عنوان یکی از آثار ملی ایران به ثبت رسیده است.